# Claudio Cappon
Claudio Cappon (Róma, 1952. július 9. –) olasz közgazdász, egyetemi tanár, az EBU (Európai Műsorsugárzók Uniója) elnökhelyettese, két alkalommal volt a RAI (Radiotelevisione Italiana) főigazgatója. A római La Sapienza Egyetemen szerzett közgazdasági és kereskedelmi diplomát, ahol jelenleg is szakirányú képzéseket tart. Házas, három gyermeke van.

## Életrajz
1998-tól 2001-ig a RAI vezérigazgató-helyettese, majd 2001 februárjától 2002 márciusáig vezérigazgatója volt. 2002-től a CONSAP (Közbiztosítási Szolgáltatások Képviselete) kinevezett ügyvezetője és az APT (Televíziós Producerek Egyesülete) elnöke. 2006. június 21-től ismét a RAI kinevezett vezérigazgatója lett, de 2009. április 9-től helyére Mauro Masi került. 2009. december 3-tól az UER (európai közszolgálati rádiós és televíziós szervezeteket összefogó testület) elnökhelyettese.